# حبابه، طرطوس
حبابه (به عربی: حبابة) یک روستا در سوریه است که در استان طرطوس واقع شده‌است. حبابه ۷۶۹ نفر جمعیت دارد.